# فابیان کلینگ
فابیان کلینگ (انگلیسی: Fabian Kling؛ زادهٔ ۲۴ ژوئیهٔ ۱۹۸۷) بازیکن فوتبال اهل آلمان است.